# Erna Sassen
Erna Sassen (Beverwijk, 26 april 1961) is een Nederlands actrice, kinderboekenschrijfster, theatermaakster en voormalig radiopresentatrice.

## Carrière
Sassen volgde een opleiding aan de Academie voor Kleinkunst in Amsterdam. Ze werd in Nederland een nationale bekendheid doordat ze vanaf 1988 drie seizoenen de rol van verpleegkundige Suzanne Lievegoed vertolkte in de televisieserie Medisch Centrum West. In deze tijd presenteerde ze tevens samen met Paul van der Lugt als opvolger van Paul de Leeuw het KRO radioprogramma de Zalige Liefdeslijn. Later speelde ze in musicals en voorstellingen voor kinderen, waaronder opera's van Frank Groothof.
In 2004 debuteerde ze als schrijfster met het kinderboek De gemeenste opa van Europa. Tussen 2004 en 2007 publiceerde ze nog eens vier jeugdboeken. In 2018 werd het boek Er is geen vorm waarin ik pas bekroond met de Gouden Lijst, een prijs voor jeugdliteratuur.

## Prijzen
- 2018 - Gouden lijst voor Er is geen vorm waarin ik pas
- 2020 - Genomineerd voor de Catalaanse kinderboekenprijs
- 2021 - Nienke van Hichtum-prijs voor Zonder titel
- 2024 - De Boon voor Neem nooit een beste vriend samen met Martijn van der Linden
- 2024 - Beste Boek voor Jongeren 2024 voor Neem nooit een beste vriend